# خوسيه ماريا أونيل
خوسيه ماريا أونيل (بالبرتغالية: José Maria O'Neill‏) هو دبلوماسي برتغالي، (ولد في سيتوبال في البرتغال 1788  م).